# Kao (Mondkrater)
Kao ist ein Einschlagkrater am Ostrand der Mondvorderseite am Südrand des Mare Smythii, östlich des Kraters Kiess und unmittelbar nördlich von Helmert, mit dem er verschmolzen ist. Der Krater ist sehr flach, da das Innere mit den Laven des Mare geflutet wurde.
Der Krater wurde 1982 von der IAU nach dem taiwanesischen Astronomen Ping-Tse Kao offiziell benannt.